# Parc de mamífers marins

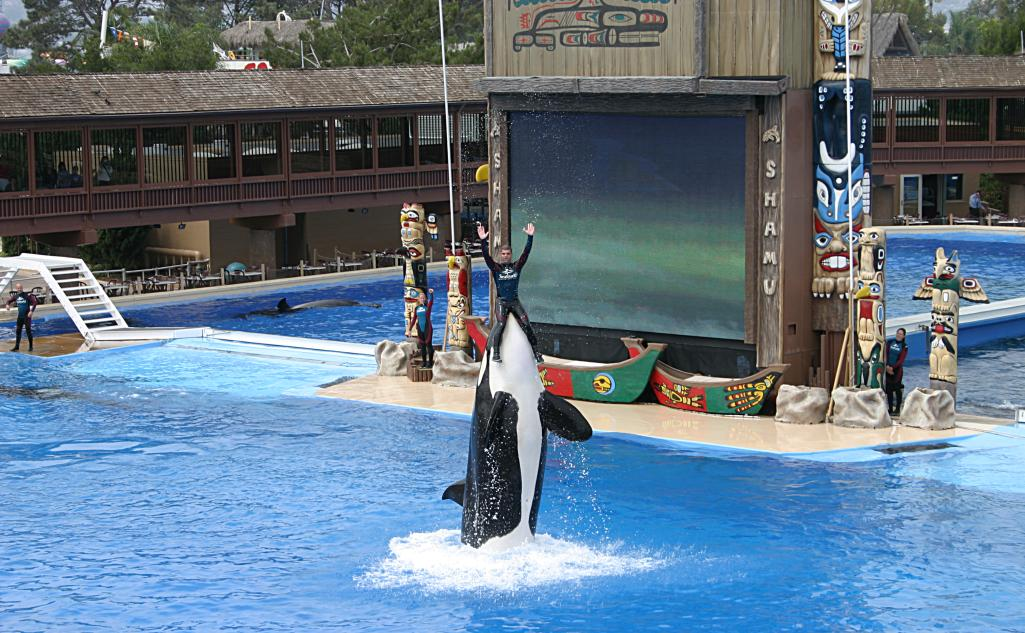
Orca interpretant «Shamu» a SeaWorld San Diego

Un parc de mamífers marins (dit igualment parc d'animals marins i, de vegades, oceanari) és un parc d'atraccions o aquari en el qual es tenen mamífers marins com ara dofins, belugues i lleons marins en piscines, on participen en espectacles de cara al públic. Un parc de mamífers marins és més complex que un delfinari perquè també té altres mamífers marins i atraccions. Així doncs, és una barreja d'aquari i parc d'atraccions. Els parcs de mamífers marins no s'han de confondre amb els parcs marins, que inclouen reserves naturals i santuaris marins com ara els esculls de corall, especialment a Austràlia.
La tinença de mamífers marins en parcs és molt criticada pels defensors del benestar dels animals.